# Aschwin Wildeboer
Aschwin Wildeboer (ur. 14 lutego 1986 w Sabadell) – hiszpański pływak, brązowy medalista mistrzostw świata, wicemistrz świata na basenie 25-metrowym, dwukrotny mistrz Europy na basenie 25-metrowym.
Jego największym sukcesem jest brązowy medal mistrzostw świata w pływaniu w Rzymie w 2009 roku na dystansie 100 m w stylu grzbietowym.